# Pionites
Pionites is een geslacht van vogels uit de familie Psittacidae (papegaaien van Afrika en de Nieuwe Wereld).

## Soorten
Het geslacht kent de volgende soorten:
- Pionites leucogaster  – Witbuikcaique
- Pionites melanocephalus  – Zwartkopcaique